# 뒷기미 나루
《뒷기미 나루》는 1983년 10월 8일에 방영된 TV문학관이다.

## 줄거리
일본 제국주의의 수탈이 극에 달해가던 태평양전쟁 말기, 3대 째 낙동강 샛강에서 나룻배의 뱃사공으로 살아가는 박 노인(이대로)은 세상이 돌아가는 모습보다 나이 서른이 다 되어가는 외아들 춘식(안대용)의 혼례 문제에 더 관심이 많고, 따라서 걱정이 태산 같다. 나이도 나이이지만 홀아비로 기른 외아들인데다가 뱃사공으로 겨우 연명하는 곤궁한 처지인지라 박 노인은 춘식이 결혼을 하지 못할까 걱정인데...

## 출연
- 이대로
- 안대용
- 이덕희
- 황민
- 김성환
- 이원종
- 최주봉
- 곽정희
- 김해권
- 박상만
- 박칠용
- 맹호림
- 문창길
- 신원균
- 박현정
- 방도희
- 최우백